# Mathijs Wulfraet

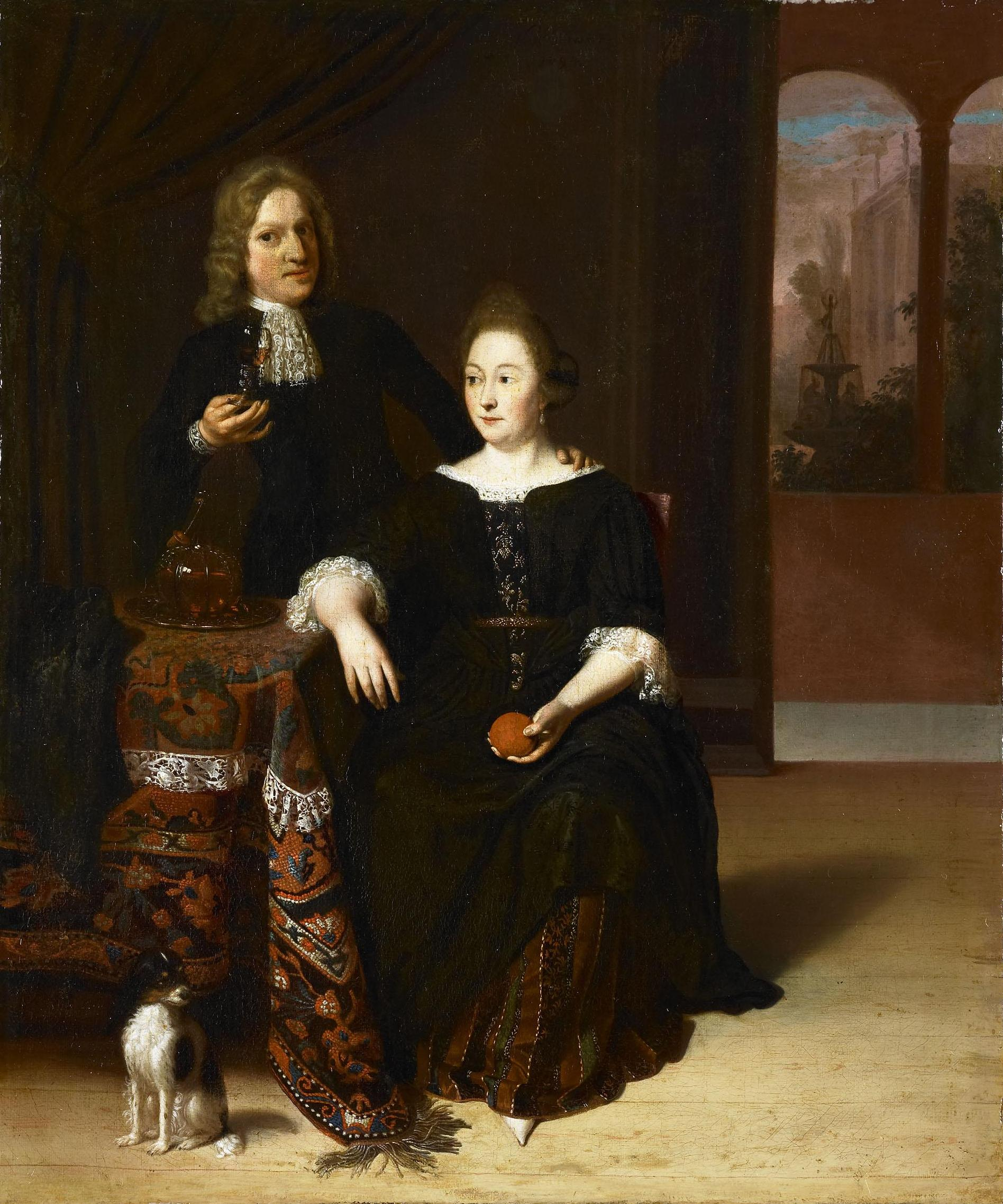
Portret van een dame en een heer in een interieur, 1694

Mathijs Wulfraet (Arnhem, 1 januari 1648 – Amsterdam, begraven 23 oktober 1726) was een Nederlands kunstschilder. Hij vervaardigde portretten en genrestukken.
Wulfraet was een zoon van een uit Duitsland afkomstige arts, die wilde dat hij in zijn voetsporen zou treden. De jonge Mathijs voelde zich echter aangetrokken door de kunsten en zijn vader kon hem daar niet vanaf brengen. Uiteindelijk deed hij hem dan in de leer bij Abraham Diepraam, die destijds in Arnhem kennelijk een goede reputatie genoot.
Hij werkte enige tijd in Frankfurt am Main. Tussen 1681 en 1683 verhuisde hij met zijn gezin naar Amsterdam, waar hij zijn verdere leven zou blijven wonen. Hij leidde zijn dochter Margaretha Wulfraet op in het vak. Zij werd eveneens een verdienstelijk kunstenares.